# Ефрем (Енэкеску)
Митрополи́т Ефре́м (рум. Mitropolitul Efrem, в миру Йоан Енэкеску (рум. Ioan Enăchescu); 21 мая 1893 — 5 декабря 1968) — епископ Румынской православной церкви.

## Биография
Родился 21 мая 1893 года в селе Заворень, коммуне Мэчука, уезде Вылча. Был пятым из шести детей Марии и Энаке (Энакике, как говорили сельчане). Семья собрала столько, сколько могла, чтобы отправить детей в школу, по крайней мере, научить детей «читать и писать», чтобы другие не обманывали. Мальчик посещал начальную школу в Овеселу до 1905 года и окончил её первым по успевваемости. Священник села и учитель настаивают на том, чтобы семья отправила Йоана в школу церковных певцов в Рымнику-Вылче.
В 16 лет он посетил Гору Афон с группой семинаристов и остался там почти на один год до конца 1909 года. В 17 лет он был пострижен в монашество в Стэнишоарском монастыре, в постриге получив имя Ефрем.
Учится в Центральной духовной семинарии в Бухаресте (1912—1920), где получил общее образование. С октября 1921 по май 1928 году учился на священника в семинарии Святого Николая в Рымнику-Вылче, настоятель монастыря Козья (август 1922 — январь 1928), директор школы певцов в монастыре Козья (1925—1928), архимандрит (1923). Обучался на богословском факультете в Бухаресте (1923—1928). Специализировался в Монпелье (1928—1930).
Преподаватель и директор семинарии святого Николая в Рымнику-Вылче (1930—1933) и экзарх (благочинный) монастырей в Бухарестской Архиепископии (1936—1938).
В феврале 1938 года был избран викарным архиереем Кишинёвской архиепископии с титулом «Тигинский». 6 марта 1938 года становится управляющим Кишинёвской митрополии. Не доверяя бессарабским священнослужителям, он окружил себя молодыми функционерами-румынами. Доверия духовенства и верующих Ефрем не стяжал. За не принятую у бессарабского духовенства публичную вольность манер в народе его окрестили «Ефрешкой».
В июне 1940 после присоединения Бессарабии к СССР, бежал в Румынию. Вместе с ним ушли многие священники, а оставшиеся сочли отъезд епископа Ефрема в Румынию священники-молдаване позорным бегством. Оставшиеся священники обслуживали по нескольку приходов. Монахи за Ефремом не последовали, что следует признать свидетельством их ориентации на Русскую Церковь, но монастыри переживали период тревоги за своё будущее. Группа кишинёвского духовенства во главе с протоиереем Михаилом Кирицей, направила в адрес Московской Патриархии телеграмму с просьбой прислать на Кишинёвскую кафедру епископа. Митрополит Московский и Коломенский Сергий (Страгородский), Местоблюститель Патриаршего 3 декабря 1940 года он командировал епископа Тульского Алексия (Сергеева) в Бессарабию в качестве «управляющего православными общинами Кишинёвской, Бельской, Измаильской и Черновицкой Епархий сроком на 6 месяцев». 12 мая 1941 года он был утвержден на Кишинёвской кафедре с присвоением ему титула Архиепископа Кишинёвского и Бессарабского. В июне 1941 года, когда началась Великая Отечественная война. Популярность епископа Алексия среди верующих оказалась столь велика, что в первые месяцы оккупации возвратившийся на бессарабскую кафедру епископ Ефрем счел нужным распространять слух о том, что русский епископ убит.
С верующими, не подчиняющимися государственной Румынской Церкви, власти обращались как с политическими противниками. Своим остриём репрессивная политика Бухареста в Бессарабии, проводимая под предлогом защиты православия, была направлена против сторонников богослужения по юлианскому календарю. Жёстким стало преследование сектантов и старообрядцев. Полицейские репрессии против инаковерующих требовали политического «обоснования». Утверждая, что «большинство сектантов — коммунисты, которые под религиозной маской пропагандируют коммунистические идеи», архиепископ Ефрем (Енэческу) потребовал предания их суду и закрытия молитвенных домов. Его точка зрения возобладала. К концу июня 1942 года число выявленных сектантов было доведено полицией до 27 830 человек. В июле полиция продолжила борьбу с «сектантством», выявив ещё 390 старообрядцев-липован, 334 молоканина, 197 христиан-евангелистов. Поскольку речь шла о неповиновении властям, за религиозными протестантами сигуранца следила столь же неотступно, как и за участниками политического подполья. В январе 1943 года руководители иннокентьевцев Бельцкого и Сорокского уезда Василий Лунгу и Алексей Пынтя были приговорены к 25 годам каторжных работ, а ещё 13 активистов секты — к 15-20 годам тюремного заключения. В марте 1943 года в концлагерь Новые Онешты были брошены 74 сторонника богослужения по старому стилю, по мнению губернатора, «главари духовного мятежа». Однако борьба оказалась малоэффективной. Ни одной из прежде существовавших сект румынским властям «упразднить» не удалось. Более того, именно в годы войны появились в Молдавии первые общины секты пятидесятников, возникшей на рубеже XIX—XX вв. в США. Причастность священнослужителей к иностранной власти, служба оккупационному режиму, в глазах населения заведомо нелигитимному, подрывали престиж Церкви среди верующих. В религиозном и политическом плане использование церковных структур оказалось для оккупантов практически безрезультатным. Но функционирование Церкви в системе оккупационной администрации подорвало её престиж в обществе в гораздо большей степени, чем атеистическая пропаганда предвоенного периода.
17 октября 1943 года провел в Кишинёвском кафедральном соборе благодарственный молебен по случаю оккупации Одессы немецкими и румынскими войсками. Присутствовали губернатор и руководители служб губернаторства, чиновники, военные, горожане. Во время военного парада архиерей стоял на трибуне рядом с губернатором и немецкими офицерами. Подобным образом проводились богослужения также по поводу захвата Севастополя, дней рождения Антонеску, Гитлера и Муссолини, первой и второй годовщин начала войны против России.
12 января 1944 года был избран архиепископ Кишинёвским и митрополитом Бессарабским. Весной 1944 года, с приближением фронта к Молдавии, её центральные районы стали зоной действий партизан и карательных операций немецких и румынских войск и полиции. Грабежи и разрушения в монастырях румынские и немецкие войска и румынская оккупационная администрация творили с ведома архиепископа Ефрема (Енэческу). Подобно большинству румынских чиновников бежав весной 1944 года в Румынию, он возвратился в Кишинёв вследствие категорического приказа румынского правительства всем чиновникам возвратиться в Бессарабию на прежние места службы; в случае неподчинения они лишались жалования. Практического значения его пребывание на даче под Кишинёвом не имело не только вследствие эвакуации большинства священников, но и из-за отсутствия авторитета. В итоге архиерей уехал сам на епархиальной машине и предоставил всех своих сослуживцев самим себе.
В 1947—1948 годы служил в богословском интернате в Бухаресте и настоятелем Монастыря Черника (до 1952 года). Скончался 5 декабря 1968 года в монастыре Черника.